# Прощавай, любове моя
Прощавай, любове моя (англ. Farewell, My Love) — американський бойовик 2000 року.

## Сюжет
Сергій Карпов, російський гангстер, який живе у Сполучених Штатах, втрачає свою дружину і синів у результаті замаху. Винним вдається піти, але Карпов підозрює, що за цим стоїть родина Рейлі. Однак виявляється, що це скоїла Бріджит, яка у дитинстві стала свідком вбивства, людьми Карпова, її батьків. Тепер прийшов час для помсти.

## У ролях
- Габріелль Фіцпатрік — Бріджит
- Філліп Райс — Люк
- Роберт Калп — Майкл Рейлі
- Ед Лотер — Сергій Карпов
- Адам Болдвін — Джиммі, бармен
- Брайон Джеймс — Рено
- Стефен Грегорі Фостер — Пітер
- Сара Вайнтер — Наталія
- Гамільтон Мітчелл — Джордж Карпов
- Констанс Зіммер — Кайл
- Марк Шеппард — Ем Джей
- Крейг Олдрич — Падді
- Джим Лендіс — доктор
- Джейн Фонтана — співачка
- Кімберлі Петерсон — молода Бріджит
- Катрін Макгухан — місіс Фув'є
- Женев'єва Мейлем — Джулі
- Лоріелль Нью — Дахра
- Саманта Лемоул — Емі
- Кріс Бірн — Чіно
- Рон Альтофф — вибивала 1
- Воррен А. Стівенс — вибивала 2
- Чак Гікс — вибивала 3
- Баклі Норріс — п'яний
- Тревор Коппола — Філ Конвей, в титрах не вказаний